# Дорнбург-Камбург
Дорнбург-Камбург (нім. Dornburg-Camburg) — місто в Німеччині, розташоване в землі Тюрингія. Входить до складу району Заале-Гольцланд. Центр об'єднання громад Дорнбург-Камбург.
Площа — 30,72 км2. Населення становить 5307 ос. (станом на 31 грудня 2021).

## Галерея

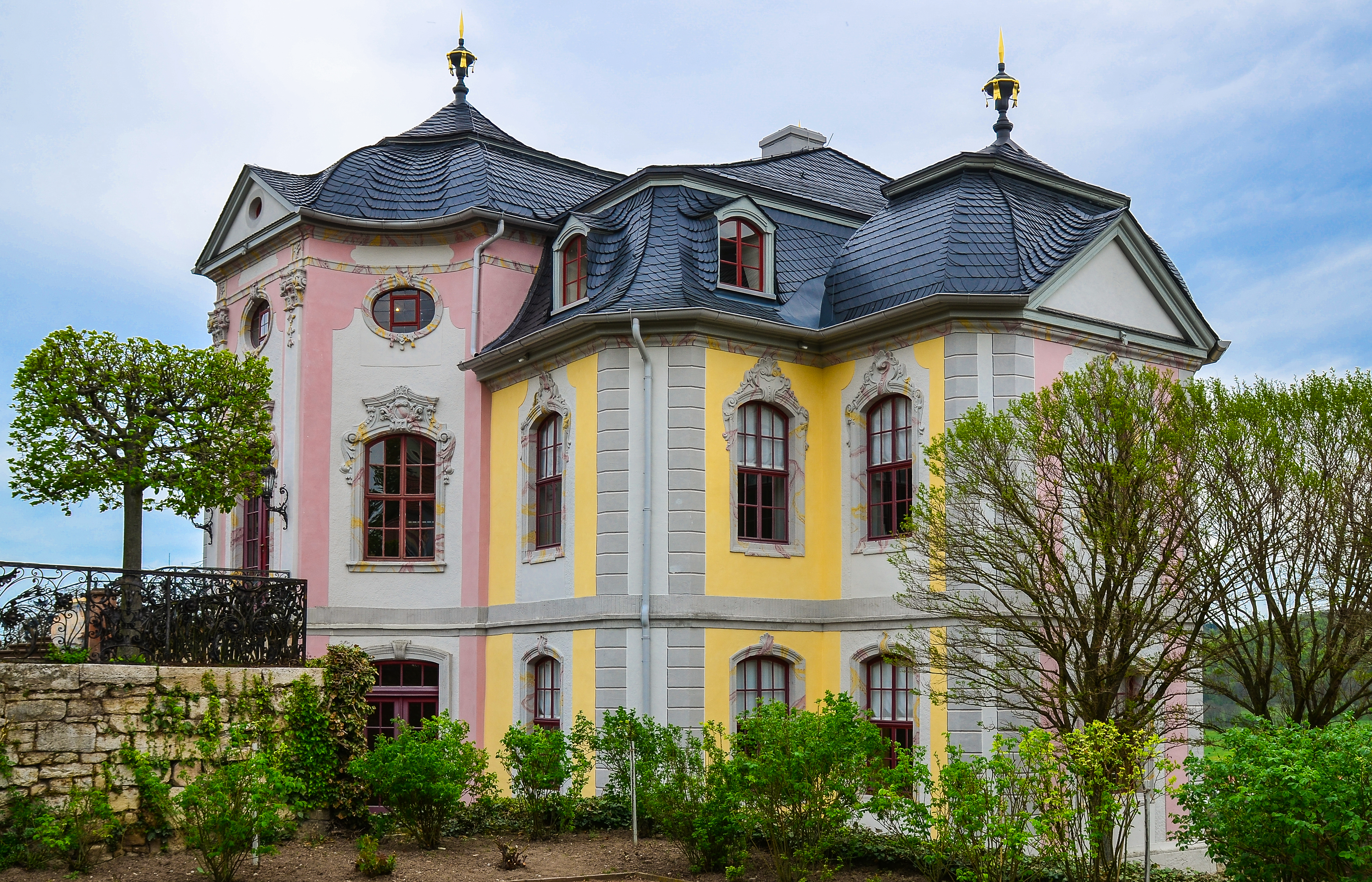
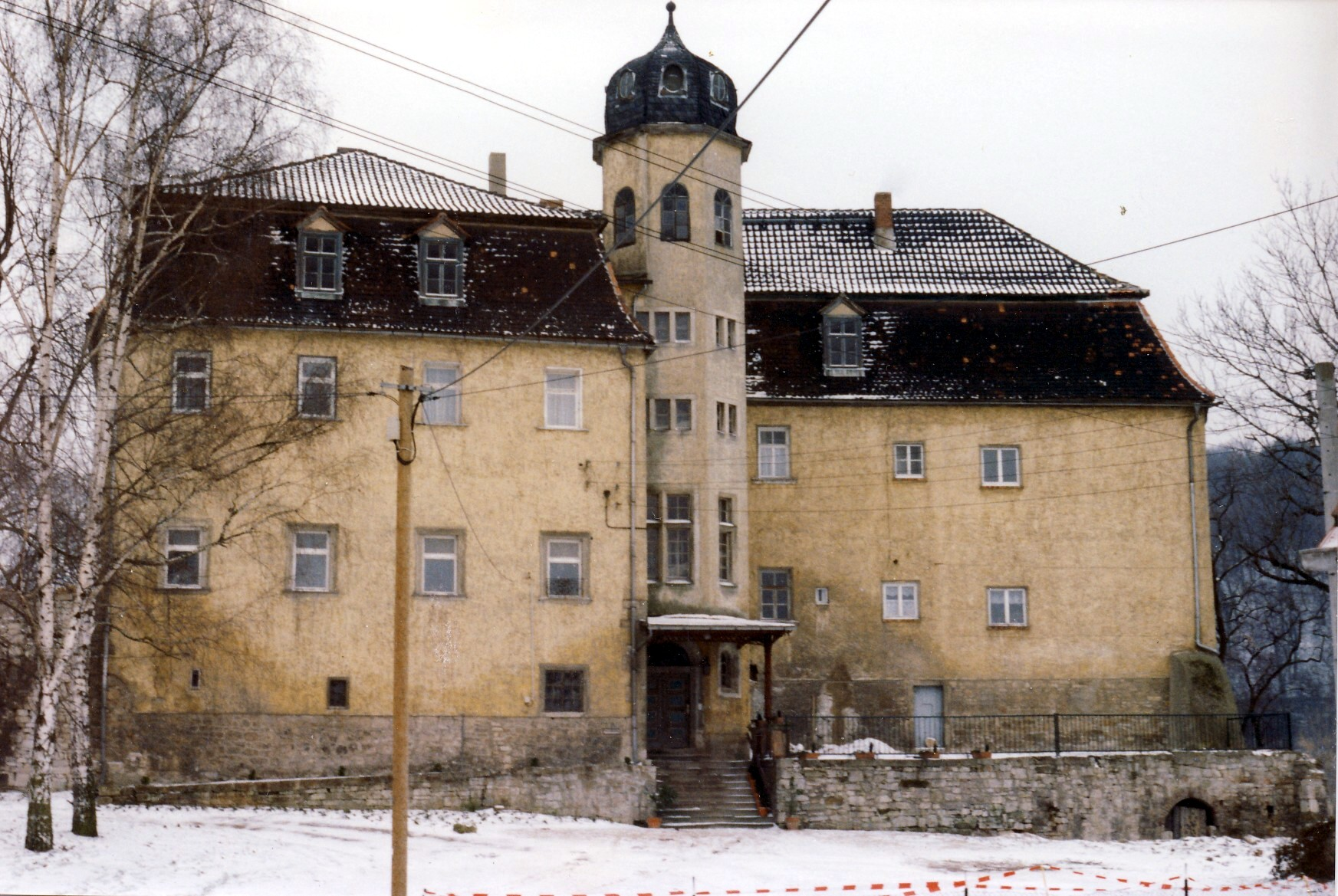